# Karl-Erik Grahn
Karl-Erik Grahn (né le 5 novembre 1914 à Jönköping et mort le 14 mars 1963 à Borås) était un joueur de football suédois.

## Carrière
Il passe toute sa carrière entre 1932 et 1949 dans le club de l'Allsvenskan de l'IF Elfsborg.
Entre 1935 et 1946, il joue également 41 matchs avec l'équipe de Suède et est connu pour avoir été convoqué pour jouer durant la coupe du monde 1938.